# Гёрен, Шериф
Шериф Гёрен (тур. Şerif Gören; 14 октября 1944, Ксанти, Греция — 8 декабря 2024, Мерсин, Турция) — турецкий кинорежиссёр греческого происхождения.

## Биография
Начал карьеру в кино в качестве монтажёра, работал также и как ассистент режиссёра. Первый фильм — Endişe — поставил в 1974 году и получил за него две премии «Золотой апельсин» национального кинофестиваля в Анталье.
Гёрен известен благодаря своему сотрудничеству с Йылмазом Гюнеем. Фильм «Дорога» (тур. Yol, 1982), который был начат Гёреном по сценарию Гюнея (тот находился в тюрьме на острове Имралы), и закончен самим Гюнеем, получил «Золотую пальмовую ветвь» на 35-м каннском кинофестивале.
Умер 8 декабря 2024 года в возрасте 80 лет.